# 澳門記略
《澳門記略》，亦作《澳門紀略》，是專記澳門的地方誌書，是世界和中國歷史上第一部系統介紹澳門的古籍著作。著作由印光任、張汝霖所編撰，於1751年完成。
《澳門記略》的著者由於“歷海島，訪民蕃，搜卷帙”，搜集了大量澳門地方的第一手資料。《澳門記略》介紹了澳門歷史、地理風貌、中西文化、風俗民情、民間技藝等，並附有插圖21幀和400多條中葡對照詞語。

## 編纂
《澳門記略》乃由印光任、張汝霖所撰，兩位皆曾出任澳門海防軍民同知（簡稱澳門同知）。1744年，印光任成為第一任澳門海防軍民同知後，已發現澳門的歷史地理資料非常缺乏，欲編撰一部澳門地方誌書；印光任隨即開始搜集相關資料，於1745年完成了初稿。其實，早在1741年在香山任職縣令的而張汝霖，已開展了對澳門的研究；1748年，張汝霖更被派出任澳門海防軍民同知一職。印光任與張汝霖各於在任澳門同知時，各自搜集並累積了大量澳門地方之第一手資料。在1751年（即清乾隆十六年）印光任署潮州知府，張汝霖則在潮州出任鹽運通判。兩位著者同時在潮州任職，於是開始合力展開《澳門記略》的編撰工作。《澳門記略》以印光任的初稿為藍本，再進行增刪修改，於1751年底便公諸於世。

## 內容
《澳門記略》共三篇，分上下兩卷：
- 上卷分別為《形勢篇》和《官守篇》。《形勢篇》主要介紹澳門及附近地方之地理、气候與軍事佈防等；《官守篇》則集中歷史沿革，明朝與清朝的管治、相關政令與歷史事件等。
- 下卷為《澳蕃篇》。主要詳述外蕃之貿易往來、宗教信仰和傳教士在中國之風俗習慣等。

## 影響
由於《澳門記略》的史料詳實、圖文并茂，更是中國歷史上第一部有系統介紹澳門的古籍著作，故被譽為“安邊緯略”之書。《澳門記略》更被收錄在清乾隆中葉時所編纂《四庫全書》當中，而其後的《皇清職貢圖》、《粵海關誌》和《海國圖誌》等歷史著作均曾參考或抄錄《澳門記略》之內容。
現知的《澳門記略》中文版本有12個，其中有：乾隆原刊本、嘉慶重刊本、光緒再刊本、台灣重刊本（1963年）、《嶺南叢書》點校本（1988年）和《澳門記略校注》（1992年）等版本。在19世紀初，《澳門記略》的全部或部分內容，更被譯成日文、法文、英文與葡萄牙文等。今天，澳門記略已成為研究澳門歷史的必讀的文獻資料。